# Castianeira rubicunda
Castianeira rubicunda is een spinnensoort uit de familie van de loopspinnen (Corinnidae).
De wetenschappelijke naam van de soort werd in 1879 gepubliceerd door Eugen von Keyserling.